# Mu hordozórakéta

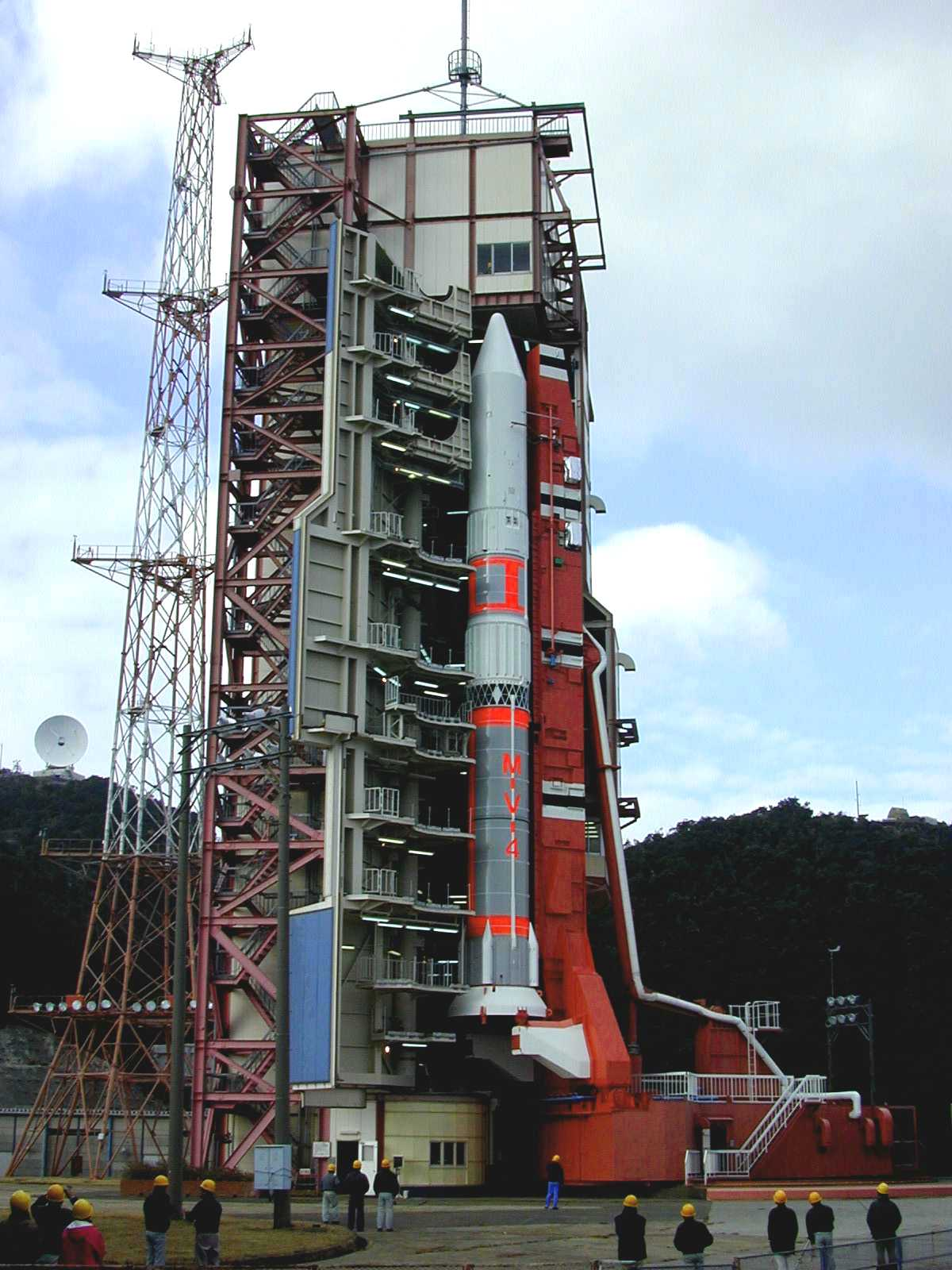
M-V-4

A Mu  többfokozatú, szilárd hajtóanyagú, japán hordozórakétacsalád.

## Jellemzői

Mu hordozórakéta

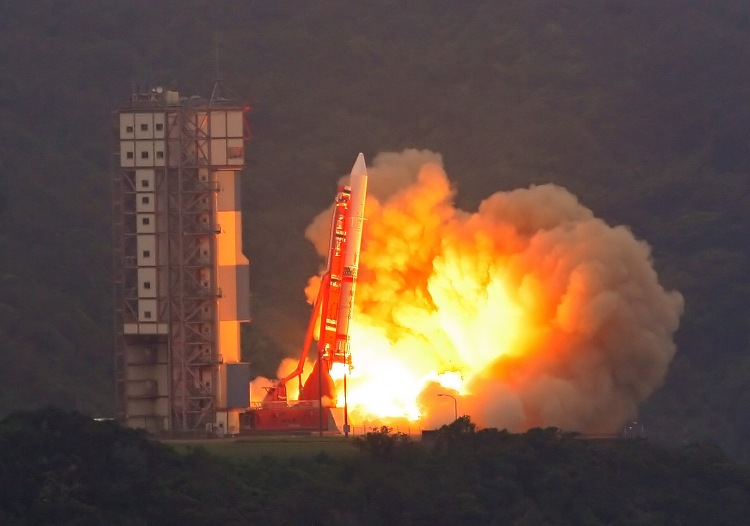
M-V-6

Kifejlesztésének alapvető célja, hogy elősegítsék a Japán tudósok tudományos kutatásait, elsősorban a magas légkör megismerésére. A rakéta kifejlesztésénél szoros együttműködés valósult meg az amerikai űrkutatási hivatallal, a NASA-val.
1964-től az ISAS (Institute of Space and Astronautical Science) kezdte a fejlesztést az építést, a próbákat, majd az üzemelést, az egyetemi oktatás reformját követően 1969-től a NASDA (National Space Development Agency), 2003-tól a JAXA (Japanese Aerospace Exploration Agency) lett az űrkutatásért felelős szervezet. A négy lépcsős szilárd hajtóanyagú hordozórakéta családot 1966-2006 között alkalmazták.
Felépítési rendszere hasonló az amerikai Titan III hordozóeszközéhez. Első lépcsőjét 1966-ban az Ucsinoura–1 támaszponton folyékony hajtóanyaggal is sikeresen tesztelték.
Első lépcsőjének hossza 12 méter, a további három lépcső egyenként 3 méter hosszú, teljes hossza (magassága) 21 méter. 200 tonna tolóerő kifejlesztésére képes. Nincsen ellátva távirányító rendszerrel, de műholdjai gázfúvókáik segítségével képesek pályakorrekciókat végrehajtani. 1969-ben alkalmassá vált 150 kilogrammos terhet 2000 kilométeres pályamagasságba emelni. 1970-re megoldották a rakéta távirányításának kérdését. Folyamatos fejlesztések eredményeként egyre erősebb tolóerővel rendelkeztek, ami nagyobb súlyú műholdak indítását tette lehetővé.

### Fejlesztések
- 1966. október 31-én a Mu–1 hajtotta végre az első szuborbitális repülést.
- 1970. szeptember 25-én az Mu–4S végezte az első orbitális repülést, de technikai okok miatt nem fejezte be programját.
- 1971. február 16-án Mu–4S hordozórakétával indították a Tansei–1 műholdat.
- 1974-1979 között a Mu–3C
- 1977-1978 között a Mu–H
- 1980-1984 között a Mu–3S
- 1985-1993 között a Mu–3SII
- 1997-2006 között az MV (5. generáció) modellt használtál. Három vagy négylépcsős változatban alkalmazták. A Mu család legerősebb tagja a KM jelzésű hordozórakéta. 1800 kilogramm terhet 400 kilométer magasságba tud juttatni. Korának legnagyobb szilárd hajtóanyagú rakétája. Magas gyártási költségei miatt befejezték a gyártását.

## Külső hivatkozások
- Mu. isas.jaxa.jp. [2007. március 10-i dátummal az eredetiből archiválva]. (Hozzáférés: 2014. január 29.)
- Mu. bernd-leitenberger.de. (Hozzáférés: 2014. január 29.)